# Misión Nueva Pompeya
Misión Nueva Pompeya est une localité argentine située dans la province du Chaco et dans le département de General Güemes.